# Austrochaperina adelphe
Austrochaperina adelphe är en groddjursart som först beskrevs av Richard G. Zweifel 1985.  Austrochaperina adelphe ingår i släktet Austrochaperina och familjen Microhylidae. IUCN kategoriserar arten globalt som livskraftig. Inga underarter finns listade.